# Abdoul Ba
Abdoul Ba, né le 8 février 1994 à Dakar, est un footballeur international mauritanien. Il évolue actuellement au poste de défenseur central actuellement sans club.

## Biographie
Ba commence sa carrière dans un club de football de la ville de Sarcelles. Repéré par Marc Westerloppe lors d'un match, il passe un essai au Racing Club de Lens. En 2009, il intègre le centre de formation du Racing et joue avec les équipes de jeunes du club professionnel. Il commence à jouer quelques matchs avec l'équipe réserve à partir de la saison 2011-2012 et devient un élément récurrent de cette équipe à partir de la saison suivante.

### Début professionnel

#### Année 2014-2015
Considéré comme « peut-être un futur joueur phare de Lens » par Jocelyn Blanchard, il signe son premier contrat professionnel, d'une durée de trois ans, avec le club nordiste en juin 2014. 
Le 17 octobre 2015, il dispute ses premières minutes professionnelles en entrant en jeu pour la dernière demi-heure lors de la réception du Paris SG. La semaine suivante, il connait sa première titularisation et sa première victoire en Ligue 1 face à Toulouse (0-2). Il conclut cette première expérience dans l'élite nationale avec 9 apparitions dont 4 titularisations.

#### Année 2015-2016
Durant la période estivale, Abdoul ne semblait pas entrer dans les plans de son entraîneur Antoine Kombouaré. Mais une accumulation de blessés dans l'effectif l’amène à jouer le tout premier match officiel de la saison, à Metz (0-0, première journée de Ligue 2). Aux côtés de Taylor Moore dans l’axe de la défense, il livre une prestation solide mais il est écarté jusqu'au 30 novembre et rejoue à la 17ème journée. Titularisé avec Jean-Philippe Gbamin en l’absence de Dusan Cvetnovic et Loïck Landre lors d’une victoire 1-0 contre Nîmes, il va devenir pratiquement indispensable à l'équipe. Malgré ses 2 mètres, il se montre à l’aise dans le jeu au sol et atteint un niveau que son entraîneur admettra ne pas avoir vu venir. Finalement, Abdoul Ba a été titularisé à 19 reprises lors de cette saison. En sélection  il a participé, aux éliminatoires de la Coupe du Monde 2018, mais sa nation a été éliminé . Par la suite il joue pour une qualification pour la Coupe d’Afrique des Nations 2017 et fini par un stage de préparation fin mai 2015 à Barcelone.

#### Année 2016-2017
En fin de contrat en fin de saison, Abdoul a vécu une saison compliquée. Alain Casanova titularise régulièrement Dusan Cvetinovic et Jean-Kévin Duverne. En hiver il est suivi par plusieurs clubs lors du mercato hivernal (Blackburn et Nottingham Forest). Finalement, après de nouvelles semaines sur le côté, il revient sur le terrain pour dépanner lorsque Dusan Cvetinovic se blesse en fin de saison. Il se remet assez vite dans le rythme et effectue de bonnes prestations. Durant la saison 2016-2017, il a joué 11 matchs en Ligue 2 tous en tant que titulaire.

### Transfert à l'AJ Auxerre

#### Saison 2017-2018
Le 15 juin 2017, Abdoul Ba s'engage à l'AJ Auxerre. Initialement remplaçant derrière le duo Mickaël Tacalfred et Yaya Sané pendant la préparation estivale, il s'impose à partir du mois de septembre comme un titulaire à part entière à la place de Mickaël Tacalfred. Depuis l'arrivée de Pablo Correa en janvier 2018, il est devenu titulaire indiscutable au côté de Mickaël Tacalfred. En parallèle, il continue à porter le maillot des Mourabitounes avec lequel il est considéré comme l'un des cadres par le sélectionneur Corentin Martins.
Finalement, il termine la saison en portant à 29 reprises le maillot ajaïste et 4 fois celui des Mourabitounes. Il inscrit également son premier but en pro à l'occasion d'une victoire 4 à 0 contre le FC Sochaux-Montbéliard.

#### Saison 2018-2019
Le début de saison d'Abdoul Ba est marqué par une blessure qui lui fait manquer une partie de la préparation estivale ainsi que les deux premières journées de Ligue 2,. De retour dans l'arrière garde auxerroise, il participe au regain de l'AJ Auxerre qui s'impose à trois reprises en sept jours. Il s'ensuit une série négative et Abdoul Ba perd sa place de titulaire à cause de la concurrence de joueurs comme Samuel Souprayen ou Harisson Marcelin.
Dans le même temps, avec l'Équipe de Mauritanie, où il est capitaine, il participe aux qualifications à la Coupe d'Afrique des nations de football 2019.

### Transfert au MC Oudja
Le 25 novembre 2020, Abdoul Ba s'engage au MC Oujda.

## Statistiques
| Saison                | Club                  | Championnat           | Championnat | Championnat | Coupe nationale | Coupe nationale | Coupe de la Ligue | Coupe de la Ligue | Mauritanie | Mauritanie | Total | Total |
| Saison                | Club                  | Division              | M.          | B.          | M.              | B.              | M.                | B.                | M.         | B.         | M.    | B.    |
| 2013-2014             | RC Lens               | Ligue 2               | -           | -           | -               | -               | -                 | -                 | 6          | 0          | 6     | 0     |
| 2014-2015             | RC Lens               | Ligue 1               | 9           | 0           | -               | -               | -                 | -                 | 5          | 0          | 14    | 0     |
| 2015-2016             | RC Lens               | Ligue 2               | 19          | 0           | -               | -               | -                 | -                 | 8          | 0          | 27    | 0     |
| 2016-2017             | RC Lens               | Ligue 2               | 11          | 0           | -               | -               | 1                 | 0                 | 4          | 0          | 16    | 0     |
| Sous-total            | Sous-total            | Sous-total            | 39          | 0           | -               | -               | 1                 | 0                 | 23         | 0          | 63    | 0     |
| 2017-2018             | AJ Auxerre            | Ligue 2               | 26          | 1           | 3               | 0               | -                 | -                 | 3          | 0          | 32    | 1     |
| 2018-2019             | AJ Auxerre            | Ligue 2               | 6           | 0           | 0               | 0               | 2                 | 0                 | 8          | 0          | 16    | 0     |
| 2019-2020             | AJ Auxerre            | Ligue 2               | 0           | 0           | 0               | 0               | 0                 | 0                 | 4          | 0          | 4     | 0     |
| Sous-total            | Sous-total            | Sous-total            | 32          | 1           | 3               | 0               | 2                 | 0                 | 15         | 0          | 52    | 1     |
| Total sur la carrière | Total sur la carrière | Total sur la carrière | 71          | 1           | 3               | 0               | 3                 | 0                 | 38         | 0          | 115   | 1     |